# Parque nacional André-Félix
El parque nacional André-Félix (en francés: Parc National André-Félix) es el nombre que recibe un área protegida con el estatus de parque nacional en la parte septentrional del país africano de República Centroafricana, creado después de la independencia del país de Francia en 1960. Limita con la frontera sudanesa en su noreste y tiene una superficie de 1.700 kilómetros cuadrados. Está al lado del parque nacional de Radom en Sudán.
Es el hábitat de una sabana de bosques sudaneses con bambousas, isoberlinias y terminalias.
Las principales especies de fauna que se encuentran en el parque son avestruces, búfalos, cocodrilos, elefantes, jirafas, hipopótamos, leones, panteras, jabalíes entre otras.
El parque nacional está a una altura entre 420 y 1.130 metros sobre el nivel del mar, en el norte y el centro del macizo de Bongo, en el extremo sureste de la cuenca del Chad. Su superficie está cubierta por el 51% de los bosques y el 49% del tipo de vegetación de la sabana forestal del norte del Congo.
El acceso y la conservación del área se vuelven difíciles debido a la intensa caza furtiva. Apenas hay información disponible para el parque en sí. Desde el área de Birao, se conocen 228 especies de aves, de las cuales aproximadamente 180 son aves reproductoras. A las afueras del parque se encuentra la única población de antílopes de África Central. Otras especies presentes son Tragelaphus strepsiceros, Falco alopex, Merops bulocki, Lybius rolleti, Corvinella corvina, Piapia, Eremomela pusilla, Lamprotornis purpureus, Plocepasser superciliosus, Pytilia phoenicoptera, Estrilda troglodytes y Emberiza affinis.